# Christian Sprenger (Schwimmer)
Christian David Sprenger (* 19. Dezember 1985 in Brisbane, Queensland) ist ein ehemaliger australischer Schwimmer.

## Karriere
Christian Sprenger gehörte bereits 2006 zum australischen Team bei den Commonwealth Games und schwamm im Vorlauf für die Lagenstaffel, die im Finale Gold gewann. Zwei Jahre später qualifizierte er sich für die Strecken 100 m und 200 m Brust für die Olympischen Spiele in Peking, kam dort allerdings nicht über die Vorläufe hinaus. Er gewann jedoch mit der 4 × 100-m-Lagenstaffel die Silbermedaille, nachdem er im Vorlauf zum Einsatz gekommen war. Bei den Schwimmweltmeisterschaften 2009 in Rom stellte er im Halbfinale in 2:07,31 min einen neuen Weltrekord über 200 m Brust auf, musste sich im Finallauf jedoch Dániel Gyurta und Eric Shanteau geschlagen geben. Dennoch gewann er mit Bronze seine erste internationale Einzelmedaille.
2010 gewann er bei den Commonwealth Games in Neu-Delhi Silber über 100 m Brust und schwamm erneut im Vorlauf für die australische Lagenstaffel, die anschließend Gold gewann. Bei den  Kurzbahnweltmeisterschaften Ende des Jahres in Dubai erreichte er als bestes Resultat Platz 16 über 100 m Brust. An den Weltmeisterschaften 2011 in Shanghai nahm Sprenger über 100 m Brust teil und wurde Zehnter. Außerdem kam er im Vorlauf für die australische Lagenstaffel zum Einsatz, die im Finale Silber holte.
Bei den Olympischen Spielen 2012 in London gewann Sprenger über 100 m Brust die Silbermedaille hinter Cameron van der Burgh. Außerdem war er Teil der Lagenstaffel Australiens, die Bronze hinter den USA und Japan gewann. Im darauffolgenden Jahr gelang ihm mit Gold über 100 m Brust bei den Schwimmweltmeisterschaften 2013 in Barcelona der größte Erfolg seiner Karriere. Zudem gewann er dort Silber über 50 m Brust sowie mit der australischen Lagenstaffel.
2014 gewann Christian Sprenger bei den Commonwealth Games in Glasgow über 50 m Brust Bronze hinter Cameron van der Burgh und Adam Peaty sowie Silber mit der Staffel über 4 × 100 m Lagen. Bei den Weltmeisterschaften 2015 in Kasan scheiterte er bei seinen beiden Starts über 50 und 100 m Brust bereits in den Vorläufen. Anfang 2016 gab er seinen Rücktritt aufgrund der Folgen einer 2014 erlittenen Schulterverletzung bekannt.

## Persönliches
Sprenger ist deutscher Abstammung und wuchs in Brisbane auf. Der australische Freistilschwimmer Nicholas Sprenger ist sein Cousin.

## Persönliche Bestzeiten
Sprenger stellte in seiner Karriere zwei Weltrekorde auf, die jedoch wieder gebrochen wurden: Ab 30. Juli 2009 hielt er in 02:07,31 min den Weltrekord über 200 m Brust auf der Langbahn, der am 1. Juli 2012 von Dániel Gyurta unterboten wurde. Am 10. August 2009 schwamm er in 02:01,98 min einen neuen Weltrekord über 200 m Brust auf der Kurzbahn, der am 13. Dezember 2009 ebenfalls von Gyurta gebrochen wurde.
| Disziplin                                   | Langbahn        | Langbahn      | Langbahn  | Kurzbahn        | Kurzbahn          | Kurzbahn |
| ------------------------------------------- | --------------- | ------------- | --------- | --------------- | ----------------- | -------- |
| 50 m Brust                                  | OC 00:26,74 min | 4. April 2014 | Brisbane  | OC 00:26,24 min | 5. November 2013  | Singapur |
| 100 m Brust                                 | 00:58,79 min    | 29. Juli 2013 | Barcelona | OC 00:57,14 min | 10. November 2013 | Tokio    |
| 200 m Brust                                 | OC 02:07,31 min | 30. Juli 2009 | Rom       | OC 02:01,98 min | 10. August 2009   | Hobart   |
| (OC = Ozeanienrekord; Stand: 30. Juli 2016) |                 |               |           |                 |                   |          |